# 강영우
강영우(姜永祐, 1944년 1월 6일 ~ 2012년 2월 24일)는 대한민국 대학 교수이자 미국의 부시 행정부에서 일한 공무원이다. 그는 장애인 인권에 관한 연설 및 작품을 저술하였다.

## 이력
경기도 양평군 서종면 문호리에서 출생한 그는 후천성 소아 녹내장을 앓았는데 이후 14세(1957년 중학교 2학년)축구에서 골키퍼를 하다가 공에 눈을 맞아 시각 장애를 앓았다. 이 사고가 나기 얼마 전에는 아버지가 돌아가셨고, 이 소식을 들은 어머니도 갑자기 숨지고 말았다. 그의 누나도 영우와 어린동생들을 위해 열심히 일하였지만, 과로로 죽고, 이와 동시에 세 남매는 서로 뿔뿔이 흩어져야 했다. 맹인학교에 들어간 강영우는 점쟁이나 안마사가 자신의 미래라고 생각했다. 삶을 포기하고 싶던 시절도 있었다. 하지만 그는 사회적 편견과 인식을 깨고 싶었다. 학문을 갈망했던 그는 점자를 배우며 대학을 목표로 공부하게 된다. 자원봉사자로 왔던 여대생의 도움을 받았는데 그 중 한명이 나중에 강영우의 아내가 된 석은옥 여사였다. 그는 시각장애인이라는 이유로 대학 원서접수를 거부당하는 수모를 겪었지만 결국 연세대학교에도 입학할 수 있었고, 낮은 체육학점에도 불구하고 차석으로 나왔다. 그리고 석은옥 여사와 결혼하고 한국 장애인 최초로 미국 유학길에 오르면서 피츠버그대학에서 교육학 박사 학위까지 얻었다.
이후 2001년부터 2009년까지 조지 W. 부시의 부름으로 미국 국무부 국가장애위원회 정책분과위원장(차관보 해당 보직급)를 역임했다.
그 뒤 2011년부터 췌장암으로 인해 투병 생활을 하면서 자신의 전 재산을 국제로터리재단 평화센터에 평화장학금으로 25만 달러(한화로 약 2억 9000만원)를기부하였다. 그리고 2012년 2월 23일 향년 68세의 나이로 세상을 떠났다.